# عجلون

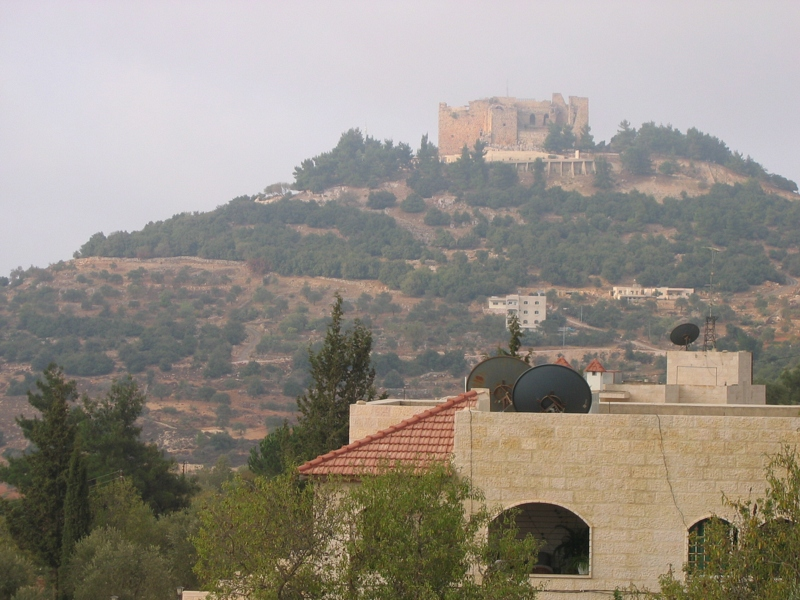
مدينة عجلون وقلعتها

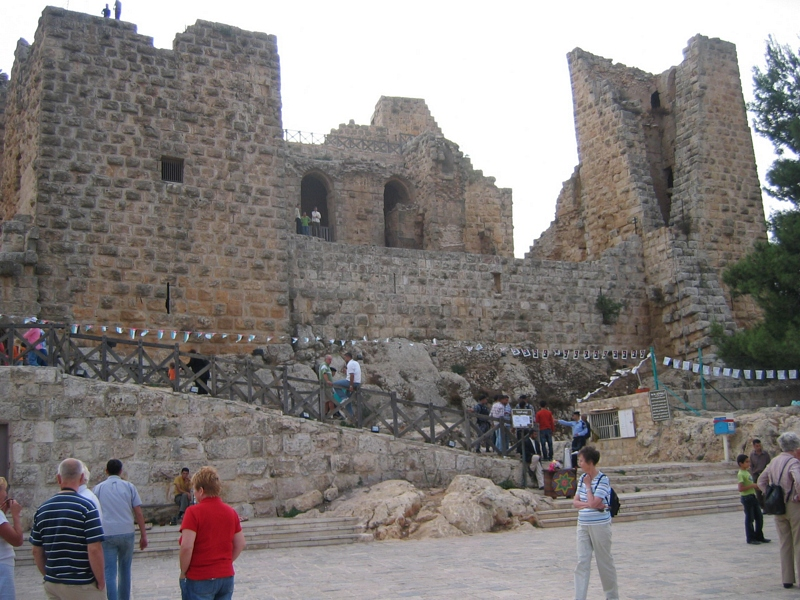
قلعة عجلون

عجلون مدينة أردنية تقع شمال غرب الأردن، محاطة بسلسلة من الجبال المرتفعة تُعرف بجبال عجلون. عُرفت عند القدماء بالاسم «جلعاد» وتعني الصلابة أو الخشونة، عُرفت عجلون بهذا الاسم نسبة إلى اسم راهب سكن جبل عوف في منطقة القلعة، وتعتبر عجلون حلقة وصل بين بلاد الشام وساحل البحر الأبيض المتوسط، وتطل على المسجد الأقصى، وقد أدرك هذه الأهمية القائد المسلم صلاح الدين الأيوبي حيث أمر عز الدين أسامة أحد قادة جيشه ببناء القلعة على قمة جبل عوف في عام (580 هـ - 1184 م).

## الموقع
تقع محافظة عجلون شمال الأردن في الركن الشمالي الغربي من العاصمة عمان على بعد 76 كم ويحدها من الشمال والغرب محافظة اربد والتي تبعد عن المدينة 32 كم ويحدها من الشرق محافظة جرش وتبعد عن مدينة جرش 20 كم ويحدها من الجنوب محافظة البلقاء وتبعد عن مدينة السلط 72 كم.

## المناخ
تمتاز منطقة عجلون بالمناخ الفريد من نوعه في المملكة حيث يكون مناخا معتدلا صيفاً باردا شتاءً ويبلغ متوسط درجة الحرارة في الصيف 25م وتصل درجات البرودة في الشتاء دون الصفر المئوي أيام الشتاء البارد ويعتبر القسم الغربي منطقة شفا غورية لقرية من منطقة وادي الأردن (الأغوار).

## السكان
يبلغ عدد سكان المدينة ما يقارب 200 ألف نسمة.

## سبب التسمية

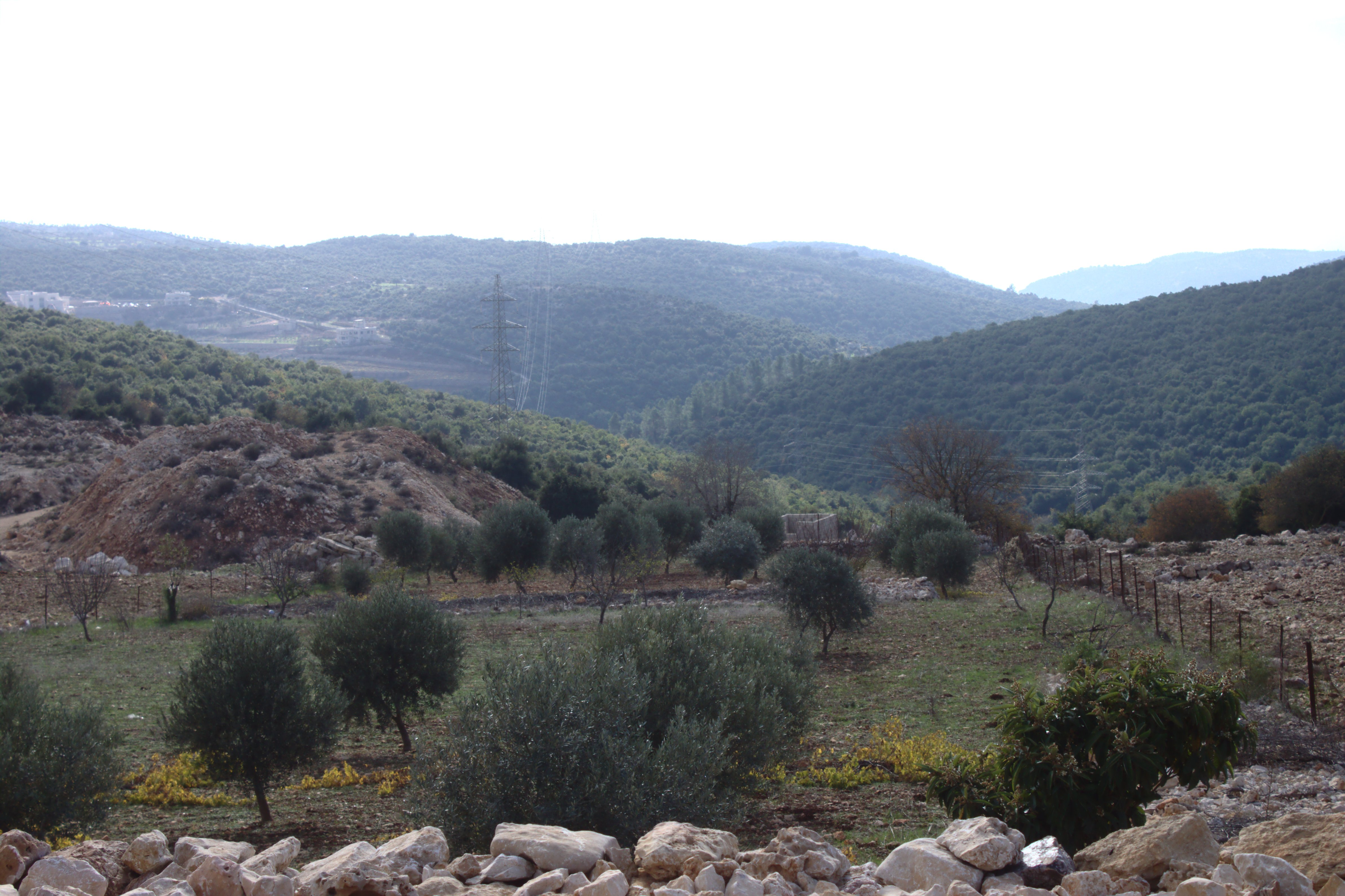
منظر من مزارع عجلون

جاءت تسمية عجلون من لفظ سامي قديم نسبة إلى أحد ملوك مؤاب اسمه عجلون عاش قبل الميلاد وأن تسمية عجلون بجلعاد القديمة جاءت من التسمية السامية حيث زار عجلون بينامين التطيلي وهو رحالة أندلسي عام 1165م وجلعاد تعني الصلابة أو الخشونة وهي تسمية تتفق مع طبيعة المنطقة وتعتبر عجلون حلقة الوصل بين الشام وساحل البحر المتوسط ومنطقة إستراتيجية بين أرض الفرات وأرض النيل وقد أدرك هذه المكانة ذات الأهمية القائد صلاح الدين الأيوبي حيث أمر أحد قادته عز الدين أسامة ببناء القلعة على قمة جبل عوف والتي ترتفع 1000 م عن سطح البحر.
وقد برز في منطقة عجلون عدد من الأدباء والشعراء والعلماء فكانت منهم الأديبة عائشة الباعونية والعالم إسماعيل العجلوني هذا ولم يدع الرحالة أيامهم في جبال عجلون أمثال ابن بطوطة وغيره دون أن تنطق الألسن والشفاه بما رأته العيون وانطبع في الأنفس وانشرحت له الصدور فكان كلامه صوره صادقه عن حياة البلاد الصورة التي يمكن من خلالها استرجاع التاريخ واستذكار الماضي واستقراء الواقع.

## المواقع الأثرية

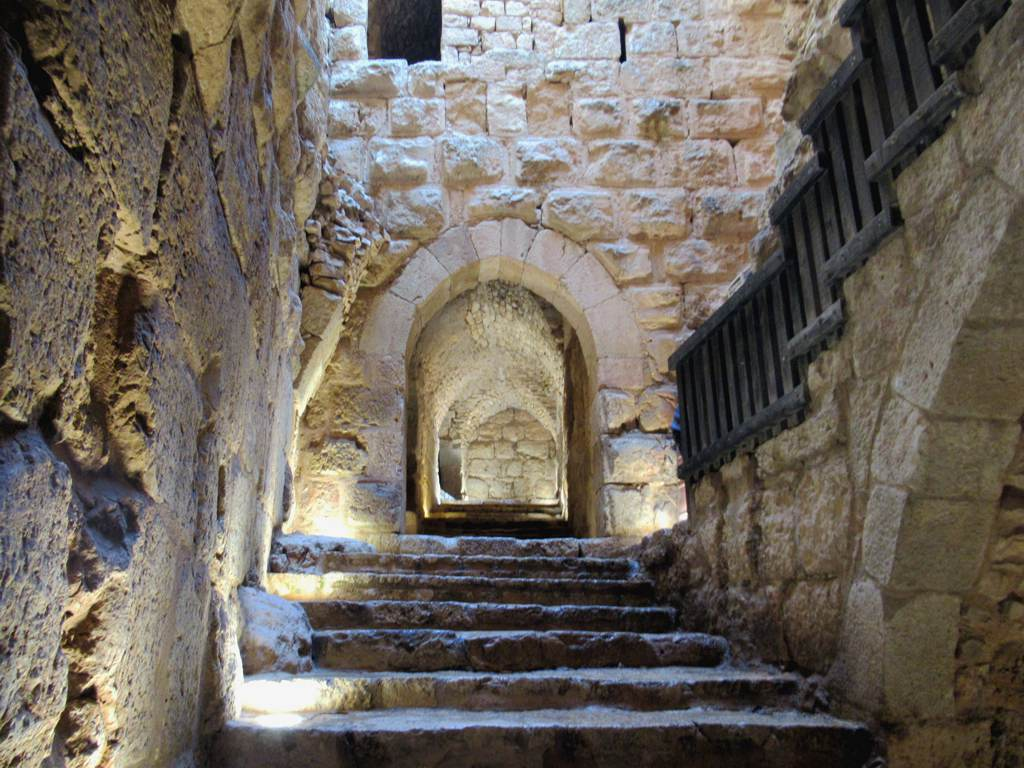
قلعة عجلون

- قلعة عجلونقلعة عجلون: شُيّدت القلعة عام 580هـ/1184 م حيث بناها القائد عز الدين أسامة أحد قادة صلاح الدين الأيوبي وبنيت على أحد جبال بني عوف الذي يشرف على عدد من المعابر الرئيسية أهمها وادي كفرنجة ووادي راجب ووادي الريان وتعتبر ذات موقع استراتيجي وذلك لسيطرتها على عدد من طرق المواصلات ما بين سوريا وجنوب الأردن وكان الهدف من بنائها رصد تحركات الصليبين من حصن كوكب الهواء (belvoir) واستغلال مناجم الحديد في جبال عجلون التي تسمى مغارة وردة وتدعم القلعة أربعة أبراج مربعة فتحت في جدرانها نوافذ صغيرة ضيقه للسهام وقد ضربت القلعة زلازل مدمره في عامي 1837 م و 1927 وما زالت وزارة السياحة والآثار العامة تقوم بأعمال الصيانة والترميم وأعادت الجسر المعلق على الخندق عام 1980 وتطل القلعة على غور الأردن من بحيرة طبريا حتى البحر الميت.
- قرية المرجم، حيث الجبال تعانق الغيوم، تختبئ آثار تشهد على عصور متعاقبة، من القبور المنحوتة في الصخر إلى أعمدة رومانية صامدة وكنيسة بيزنطية ما زالت حجارتها تروي صلوات قديمة. وعلى قمة جبل التفاحة، ترتفع بقايا قلعة المرجم شامخة، كأنها عين التاريخ التي لم تنم يومًا، تراقب الوديان والطرق الموصلة بين القرى. وفي قلب البلدة، ينبع عين المرجم بمياه عذبة ظلّت تسقي الأرض وأهلها، لتبقى رمزًا للخصب والحياة. وإلى جانب هذه الشواهد الحجرية، يلمع التراث الإنساني حيًّا في مضافة آل الشرع التي بُنيت عام 1750، بحجارتها العتيقة وسقفها الخشبي، حيث كانت تُوقد النيران لاستقبال الضيوف وتُقدّم القهوة العربية علامة على الكرم الأردني الأصيل. هناك، تعانق الآثار الحجرية آثار الذاكرة الحيّة، فيتحوّل المكان إلى سجلّ مفتوح يجمع بين صلابة التاريخ ونبض الناس الذين أبقوا على هذا الإرث حيًا جيلاً بعد جيل
- راجب: أثناء التدريبات للقوات الخاصة اكتشف جلالة الملك عبد الله الثاني المعظم وعندما كان أميرا وقائدا للقوات الخاصة أرضيات فسيفساء وعلى أثر ذلك قامت وزارة السياحة والآثار العامة بإجراء الحفريات العلمية المنظمة اكتشف من خلالها كنائس بيزنطية تعود للقرن السادس الميلادي تزين أرضيتها كتابة الإهداء باللغة السريانية.
- موقع مار الياس: تعتبر قرية لستب القريبة من موقع مار الياس هي مسقط رأس (النبي إلياس) تقع الكنيسة على تل تطل من الجبهة الغربية على بيسان وطبريا وجبل الشيخ وقد اعتمد موقع مار الياس موقعا للحج حيث يحج إليها المسيحيون يوم 21/7 من كل عام وكذلك يحج إلى سيدة الجبل في عنجرة يوم 10/6 من كل عام.
- مسجد لستب الأثري، أحد أقدم مساجد الأردن التاريخية، ويقع بالقرب من موقع مار إلياس في قرية لستب.
- حلاوة: تم اكتشاف موقع يدعى الطنطور وقامت وزارة السياحة والآثار العامة بالحفريات في الموقع وتم الكشف عن بناء ريفي استخدم ككنيسة في العصر البيزنطي (القرن السابع الميلادي) والملفت للنظر هو العثور على كتابات يونانيه تذكر اسم حلاوة القديم تزيّن صحن الكنيسة.

## المواقع الدينية

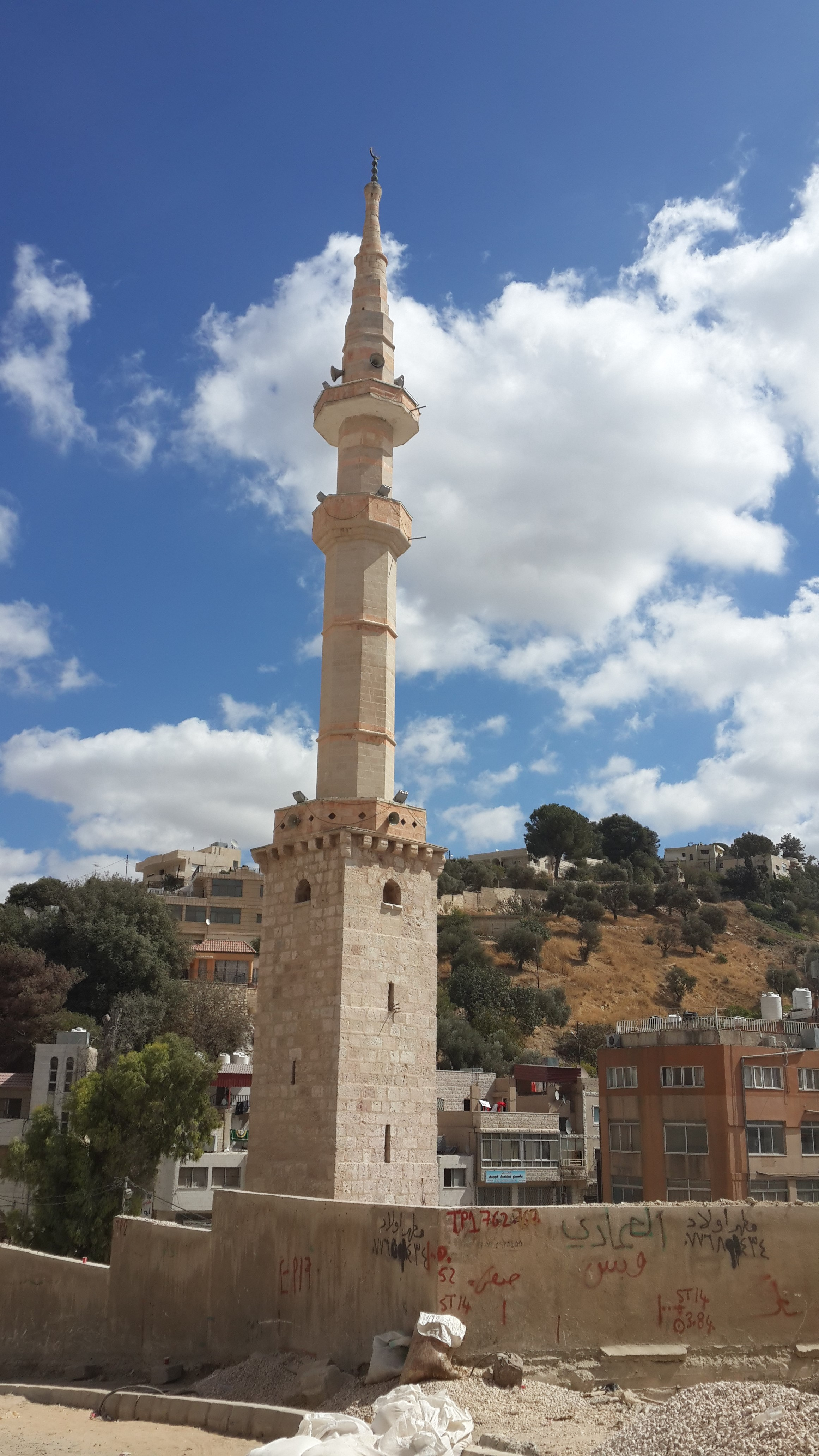
مسجد عجلون الكبير

1. أهم المساجد: مسجد عجلون الكبير- عجلون، مسجد كفرنجة – كفرنجة، مسجد الستب الأثري- مسجد كداده الأثري- وادي الطواحين، مسجد ستات-راس منيف، مسجد عصيم الأثري- عصيم.
2. المقامات الدينية: تمتاز محافظة عجلون بأنها متحف تاريخي إلى جانب كونها تحفة طبيعية بحكم تاريخها وتراثها فتشتهر بالمواقع والأماكن الدينية المتنوعة وما شهدتها من حضارات متتابعة وما خلفته الحضارات من أماكن منتشرة في مختلف أرجاء المحافظة وخصوصا السياحة الدينية.
ومن أهم هذه المقامات: مقام سيدي بدر – عجلون، مقام الصخراوي – صخرة، مقام محبوب - عين جنا، مقام الخضر عجلون، مقام ومسجد علي المومني - عين جنا، مقام البعاج – عجلون، مقام عكرمة – الوهادنة.

## التراث الشعبي
أن طبيعة العادات والتقاليد الخاصة بأبناء محافظة عجلون متشابهة كالمشاركة في الأفراح والأتراح والولائم وغيرها من المناسبات أهمها الأعراس التي تستمر عدة أيام يقدم فيها القهوة السادة والشاي كما يقام يوم الخميس من العرس حناء العريس والأغاني والدبكات وتقام الولائم الخاصة في هذه المناسبة وهي أكلة المنسف المشهورة.
ويسهل على الزائر التعرف على التراث الشعبي كالأزياء والأدوات القديمة وعدة الفارس فاللباس الشعبي يكمن بلباس النساء بالثوب الأسود الطويل المصنوع من القماش أو الحرير أو المخمل ومنها ما هو مزين بالتطريز اليدوي الملون كما تضع الفتاة المنديل بينما تضع النساء العصبة أما لباس الرجال فيتميز بالثوب أو القمباز والعباءة وعلى رؤوسهم الحطه أو الشماغ والعقال ومن صفاتهم: الجود والكرم العربي الأصيل وإكرام الضيف واحترامه والتمسك بالعادات والتقاليد النبيلة.

## معرض صور

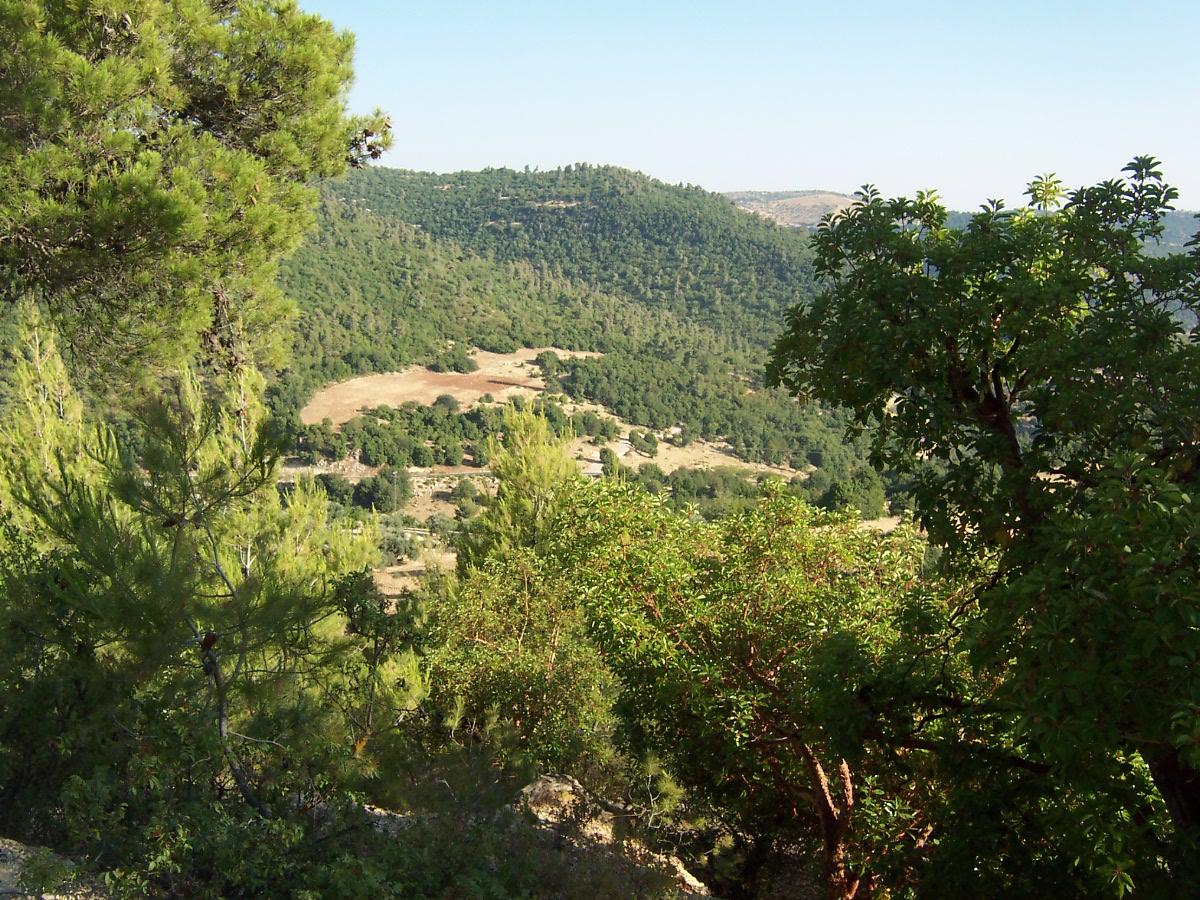
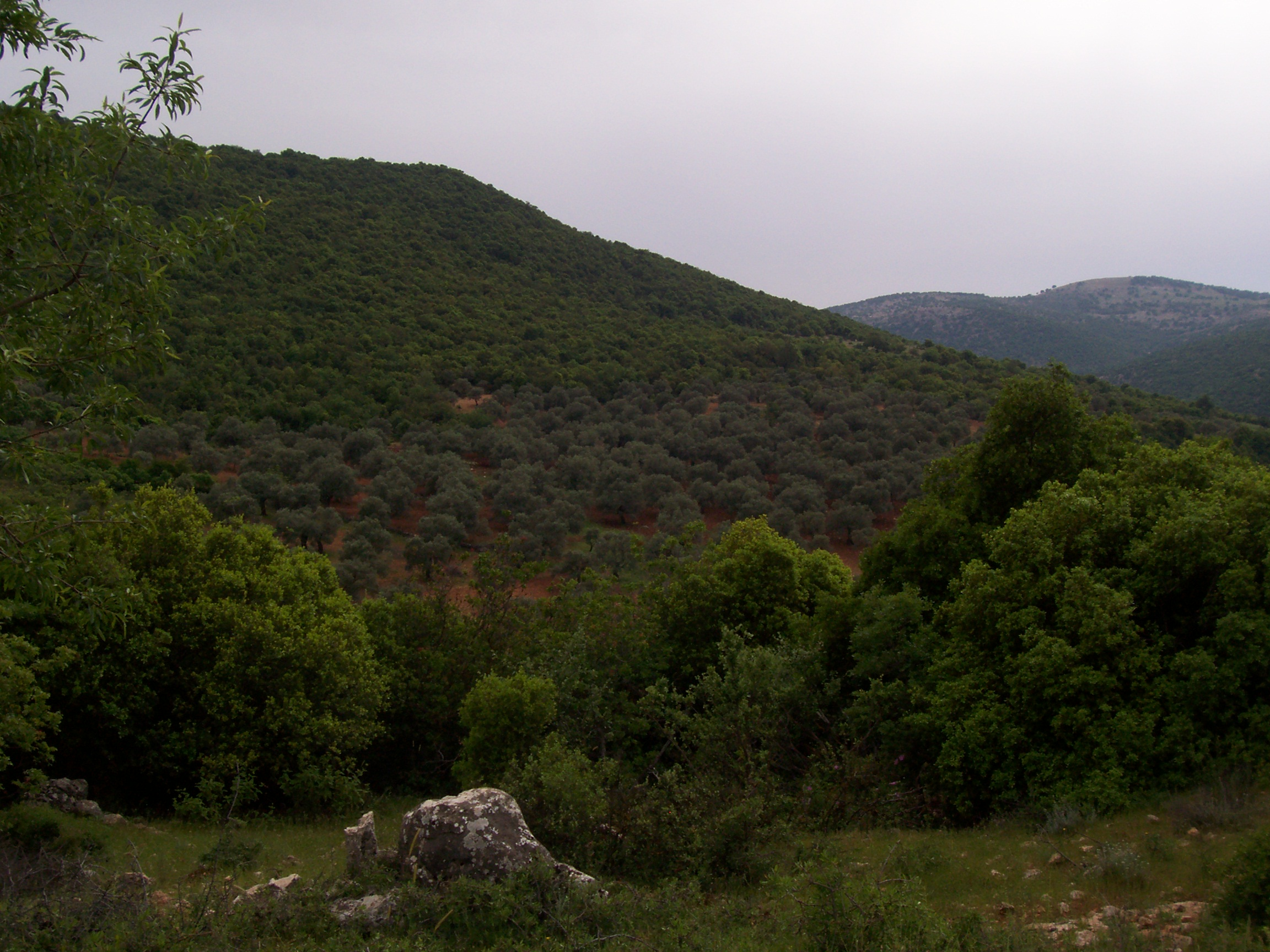
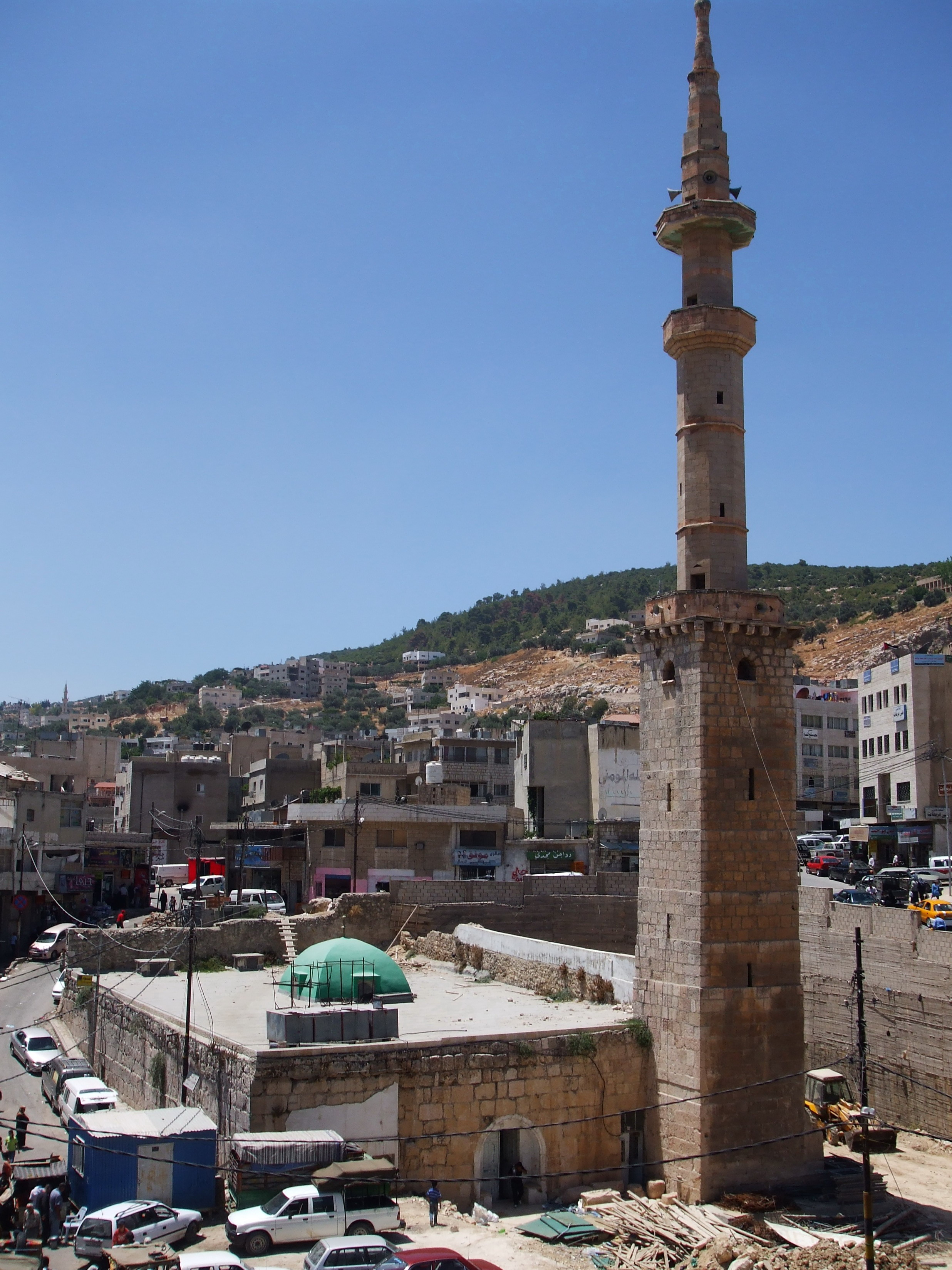
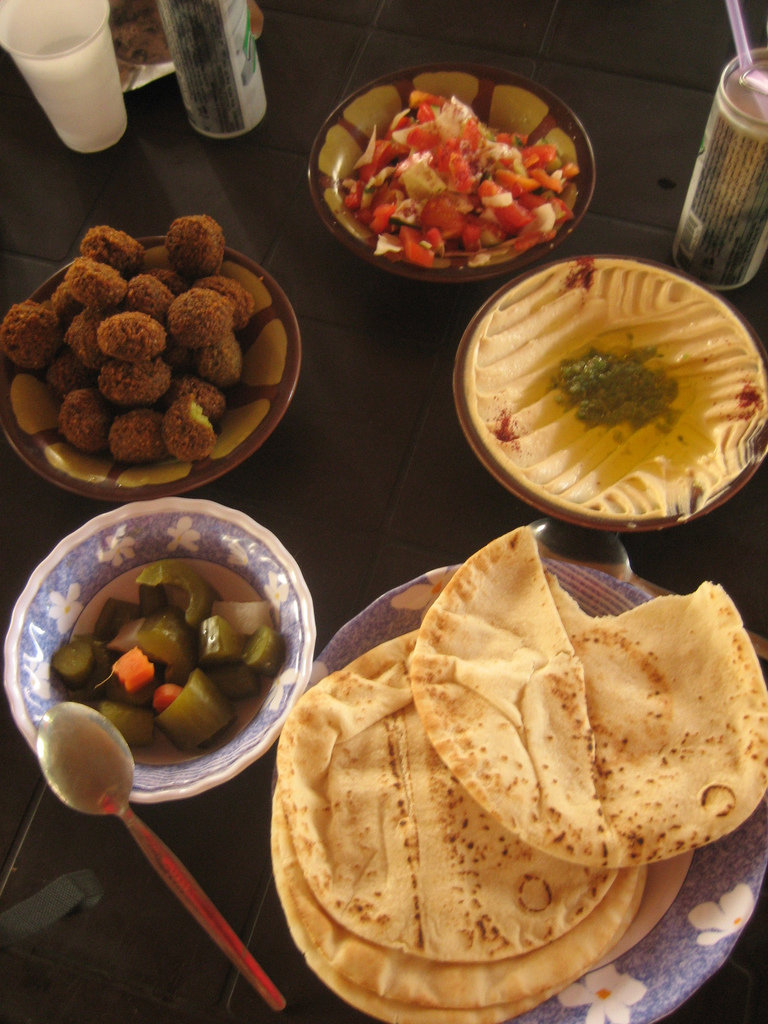
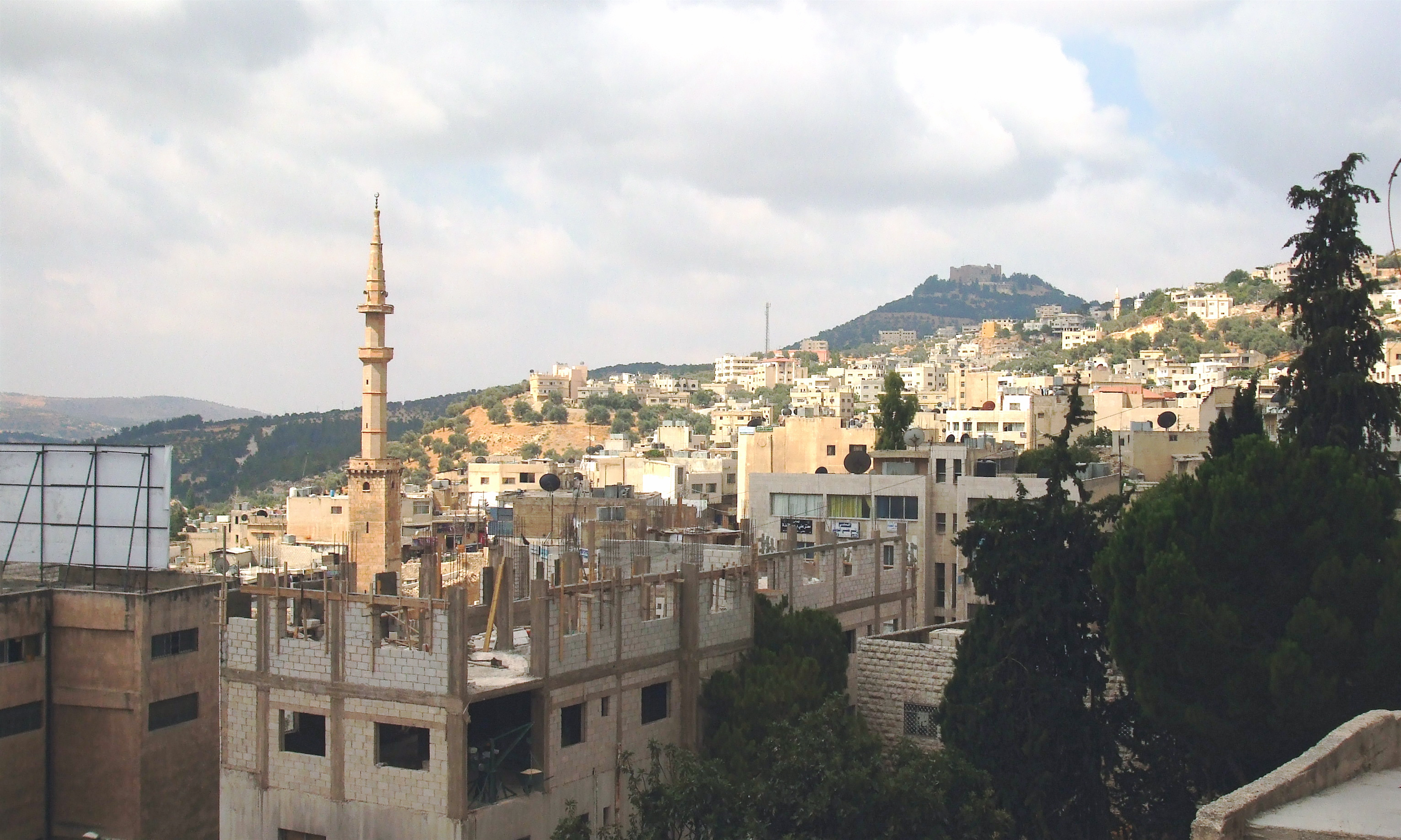
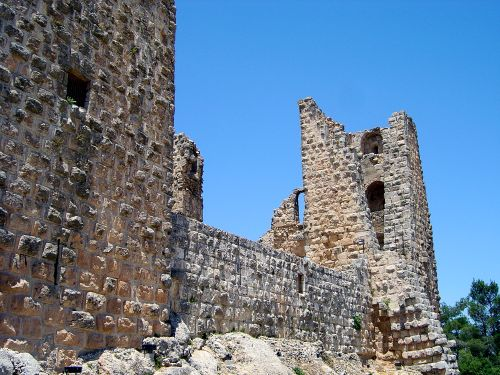
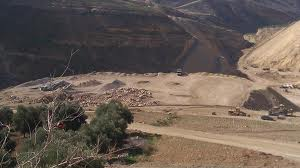
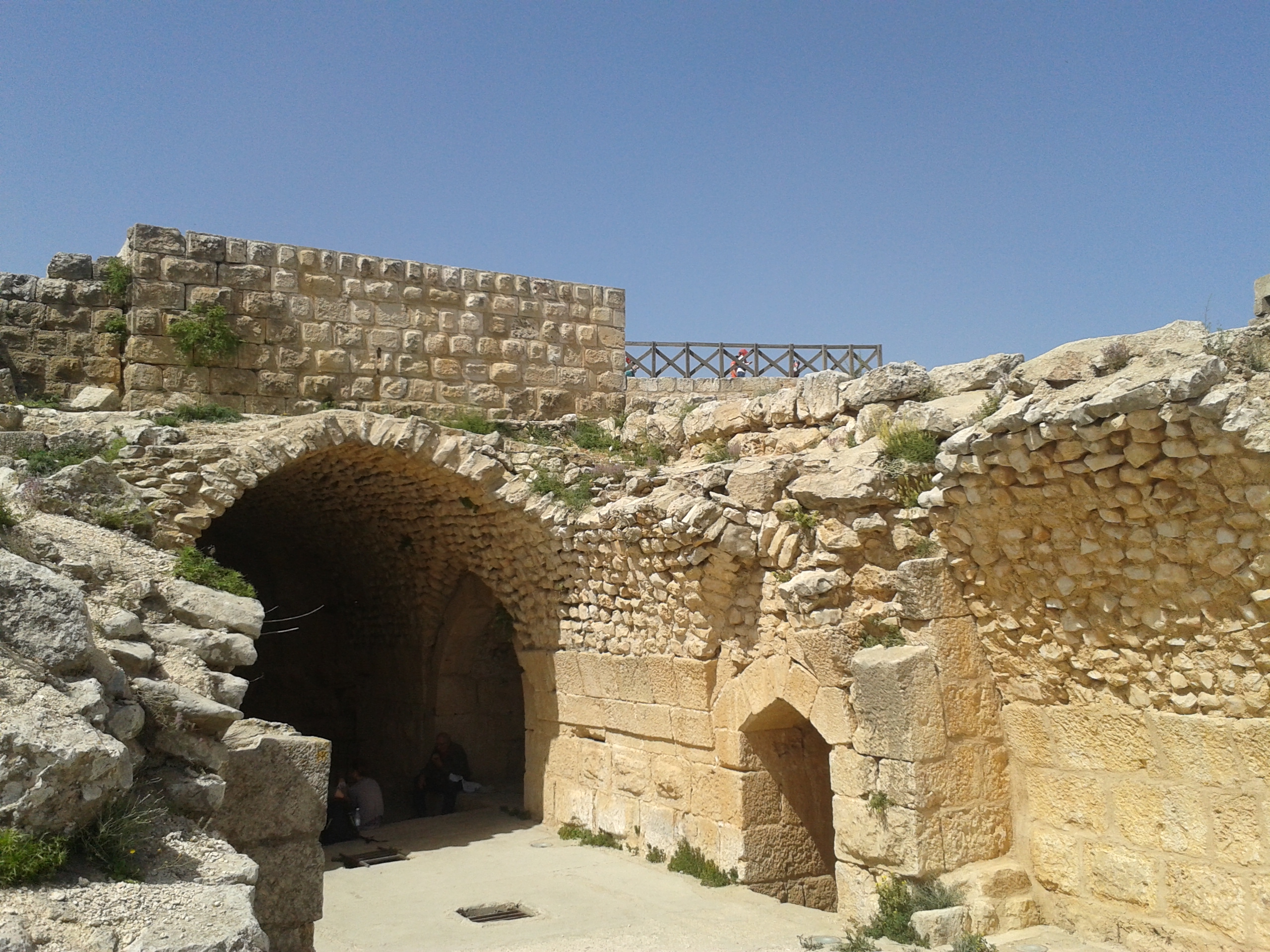

## مواضيع ذات صلة
- قلعة عجلون
- هجوم عجلون